# .xyz
.xyz este un domeniu de nivel superior din sistemul de nume de domeniu Internet, creat la data de 19 februarie 2014 și pus la dispoziția publicului la 2 iunie 2014. registrar ul sau este compania  Britanic [ CentralNic ].
 Alphabet este una dintre primele companii mari care au achiziționat un domeniu .xyz
Acest domeniu este „general”, adică nu are restricții și este folosit pentru a avea un nume de domeniu care nu este prea lung, dacă numele dorit este deja rezervat în .com, există mulți concurenți pe această poziționare „generală”, cum ar fi domeniul .wtf, .cam, .club, .vip